# Jean-Claude Van Cauwenberghe
Pour les articles homonymes, voir Van Cauwenberghe.
Jean-Claude Van Cauwenberghe (souvent surnommé Van Cau dans la presse) est homme politique belge, membre du Parti socialiste, né à Charleroi le 28 avril 1944.

## Biographie
Jean-Claude Van Cauwenberghe est le fils d'André Van Cauwenberghe, journaliste et homme politique, membre du PS qui fut, entre autres, secrétaire d'État du gouvernement Harmel (1965 à 1966), échevin de Charleroi et membre du Conseil culturel francophone de 1971 à 1974. Sa mère était infirmière. Jean-Claude Van Cauwenberghe est docteur en droit à l'ULB. Il s'adonne également à la peinture.
Son engagement politique date de sa période estudiantine quand il fréquente les Jeunes Socialistes et devient leur président national en 1965. Dans la phase terminale de ses études universitaires en droit, il est engagé au Cabinet de Lucien Harmegnies, alors ministre de l'Intérieur dans le gouvernement Gaston Eyskens IV. Inscrit au barreau de Charleroi, il est stagiaire auprès d'André Baudson.
En 1977, Van Cauwenberghe est élu en tant que parlementaire. Poste qu'il quitte en 1982 quand il devient bourgmestre de Charleroi. Fonction qu'il occupe pendant dix-sept années. Après les élections de 1995, il deviendra ministre régional wallon du Budget et ministre des Travaux publics après les élections de 1999.
En avril 2000, il succède à Elio Di Rupo en tant que Ministre-président du gouvernement wallon. Il entame un second mandat à ce poste après les élections du 13 juin 2004.
Régionaliste convaincu, il dépose, en avril 2006, avec cinq autres députés wallons PS, dont José Happart, président de l'assemblée, une proposition de décret spécial du Parlement wallon, visant à instituer une Constitution wallonne. Le projet est cependant accueilli sans enthousiasme par le Parlement wallon, y compris par les autres députés du PS,,.
À partir de 2005, alors que la justice et les journalistes commencent à enquêter sur diverses affaires de fraudes et de corruptions (fraude à la Carolorégienne, aide aux clubs sportifs professionnels, gestion de l'ICDI - Intercommunale de collecte et de destruction des immondices…), la mainmise du Parti socialiste notamment sur Charleroi, et la mainmise de Van Cau sur l'Union Socialiste Communale de Charleroi -et donc le parti- commencent à être critiquées.
Tandis que certains de ses proches, tel Claude Despiegeleer, sont inculpés et que la justice s'intéresse à lui, Van Cauwenberghe démissionne le 30 septembre 2005 de son poste de ministre-président et Elio Di Rupo lui succède.
En juin 2006, il est vivement critiqué pour son influence autoritaire auprès de l'Union Socialiste Communale de Charleroi et ses insultes à l'adresse de journalistes qui ont enquêté sur les Affaires judiciaires carolorégienne. Peu à peu, pourtant, il perd de son influence à Charleroi et dans le parti. Ainsi, en 2007, il est écarté du bureau national du Parti socialiste où il siégeait depuis les années 1970. Van Cauwenberghe affirme toutefois en 2009 qu'il n'a jamais été entendu par un juge d'instruction depuis le début de ces affaires. Il considère dans ces dossiers le signe d'un acharnement du parquet de Charleroi.
En mai 2010, il est rattrapé par les affaires et est inculpé de corruption passive dans le cadre d'un dossier relatif à la construction du hall des sports de Beaumont. Son domicile est perquisitionné.
En février 2013, le procureur général de Liège demande au Parlement wallon d'autoriser le renvoi de l'ancien ministre-président devant la Cour d'Appel de Liège.
Le 24 avril 2015, la Cour d'Appel de Liège acquitte l'ancien ministre-président. Le 2 octobre 2015 il est cependant renvoyé en correctionnelle pour l'affaire Sodexo. Le 23 mai 2017, il est acquitté dans le dossier Sodexo.
Jean-Claude Van Cauwenberghe continue de s’impliquer au niveau local.

## Carrière politique

### Mandats locaux
- 1983-2000 : bourgmestre de la ville de Charleroi
- 2000-2006 : conseiller communal de la ville de Charleroi

### Autres mandats et charges
- 1977-1983 : député wallon et de la Communauté française)
- 1995-1999 : ministre wallon du budget, des finances, de l’emploi et de la formation et ministre du budget, des finances et de la fonction publique de la Communauté française
- 1999-2000 : ministre wallon du budget, de l’équipement et des travaux publics
- 2000-2005 : Ministre-président du gouvernement wallon
- 2005-2009 : député wallon et de la Communauté française)